# 신의 아그네스
《신의 아그네스》(Agnes Of God)는 미국에서 제작된 노만 주이슨 감독의 1985년 미스터리 영화이다. 제인 폰다 등이 주연으로 출연하였고 노만 주이슨 등이 제작에 참여하였다.

## 줄거리
몬트리올 퀘벡의 한 로마 가톨릭 수녀원에서 저녁 기도를 드리던 중, 수녀들은 어린 수련수녀 아그네스의 방에서 비명 소리를 듣는다. 아그네스는 방에서 피를 심하게 흘리고 있는 채로 발견되고, 원장 미리엄 수녀는 바구니에서 죽은 아기를 발견한다.
아그네스 수녀는 과실치사 혐의로 기소되고, 법정 정신과 의사 마사 리빙스턴은 그녀가 재판을 받을 능력이 있는지 판단하도록 배정된다. 면담에서 아그네스는 임신했거나 출산했다는 사실을 기억하지 못한다고 주장하고, 아기가 어떻게 임신되는지에 대한 이해 부족을 보인다. 미리엄 원장은 리빙스턴에게 아그네스가 어머니에 의해 집에만 있었고 세상에 대해 아무것도 모르는 "순진한" 아이라고 말한다. 그녀는 아그네스를 순진하게 유지하기 위해 필사적이며, 아그네스는 임신이 무엇인지 알 수 없었고 아버지를 기억할 수도 없었을 것이라고 선언한다.
미리엄 원장은 리빙스턴에게 아그네스가 살이 찌고 있다고 믿어 음식을 끊었다가 하루 만에 저절로 나은 손에 성흔을 보였던 때에 대해 이야기한다. 아그네스는 리빙스턴에게 가장 나이 많은 수녀인 마리폴 수녀와의 우정에 대해 이야기하며, 그녀가 "비밀 장소"인 종탑을 보여주었고, 아그네스는 리빙스턴에게 그곳을 보여준다. 그들은 아그네스의 어머니와 출생, 그리고 아그네스가 성과 임신에 대해 얼마나 알고 있는지에 대해 논쟁한다.
미리엄 원장은 리빙스턴에게 아그네스가 1월 23일에 임신했을 것이라고 말한다. 그날 밤 아그네스는 "더러워졌다"고 고백하며 침대 시트를 태웠기 때문이다. 수녀원 부지를 둘러보던 중 리빙스턴은 헛간을 발견한다. 그녀와 젊은 몬시뇰은 그녀의 신앙 부족이 아그네스를 존엄하게 대하지 못하게 할 것인지에 대해 논쟁한다. 리빙스턴은 아그네스의 어머니가 언어적, 성적으로 학대하며 아그네스에게 "실수"라고 말했고, 아그네스가 미리엄 원장의 조카라는 것을 알게 된다.
리빙스턴은 법원으로부터 아그네스를 최면술로 치료할 허가를 받지만, 미리엄 원장은 그것이 아그네스의 순수함을 빼앗을 것이라고 믿어 강하게 반대한다. 최면 상태에서 아그네스는 출산했고 수녀원의 다른 여성이 자신의 임신에 대해 알고 있었다고 인정한다. 그러나 아그네스는 그 여성이 누구였는지 밝히기를 거부한다. 리빙스턴은 수녀원 작업실에 헛간으로 이어지는 터널로 통하는 숨겨진 계단이 있다는 것을 발견한다. (기록물관리사는 많은 오래된 수녀원에는 겨울철에 수녀들이 건물 사이를 이동할 수 있도록 "비밀" 터널이 있다고 설명한다.) 미리엄 원장은 리빙스턴을 사건에서 제외시키려 하지만, 그녀는 법원 당국에 항소하여 계속 진행하게 된다.
리빙스턴은 아그네스를 다시 최면 상태에 놓기 위한 두 번째 법원 명령을 얻는다. 미리엄 원장은 아그네스가 임신했다는 것을 알고 그녀의 방에 쓰레기통을 두었지만 아기를 죽이지는 않았다고 인정한다. 최면 상태에서 아그네스는 마리폴 수녀가 사망한 밤, 그녀가 종탑에서 "그분"을 보았고 아그네스에게 헛간에서 "그분"을 만나라고 지시했다고 밝힌다. 심문 중 그녀는 실제 존재(인간 또는 신성)와의 만남을 묘사하는 것처럼 보인다. 갑자기 아그네스는 손에 성흔을 보이고 피를 심하게 흘리기 시작한다. 아그네스는 "그분"이 자신을 강간했고, 그 때문에 신을 미워한다고 선언한다. 그녀는 아기가 태어났을 때 미리엄 원장이 있었지만 잠시 자리를 비웠고, 그 후에 아그네스가 자신처럼 아기가 "실수"라고 믿어 아기를 죽였다고 인정한다.
아그네스는 심신 미약으로 무죄 선고를 받고 수녀원으로 돌아가는데, 그곳에서 의사가 주기적으로 "방문"할 수 있다. 그녀는 판사에게 "그분"이 침실 창문 아래에서 6일 연속 노래하는 것을 들었고, 7일째 밤에는 "그분"이 자신 위에 누웠다고 말하며, 침입자에게 강간당하고 임신했을 수도 있음을 암시한다.

## 출연

### 주연
- 제인 폰다
- 앤 밴크로프트
- 멕 틸리

### 조연
- 앤 피토니악
- 윈스턴 리커트

## 기타
- 원작자: 존 피엘마이어
- 협력프로듀서: 보니 팔레프-울프
- 미술: 켄 애덤
- 의상: 르니 에이프릴
- 배역: 그레첸 르넬

## 한국판 성우진 (MBC, 1991년 5월 18일)
- 권희덕 - 마사 (제인 폰다)
- 김은영 - 수녀원장 (앤 밴크로프트)
- 박영희 - 아그네스 (멕 틸리)
- 김용식 - 마티노 신부 (그라티엔 젤리나스)
- 정승현
- 유명옥
- 이영달
- 안정현
- 서영애
- 이성
- 오혜숙
- 김관철
- 조향이
- 김동현